# Американская карпаторосская православная епархия
Америка́нская карпатору́сская правосла́вная епа́рхия (англ. American Carpatho-Russian Orthodox Diocese или American Carpatho-Ruthenian Orthodox Diocese, сокращённо ACROD) — епархия Константинопольского Патриархата, созданная в 1938 году выходцами из Карпато-русинского региона современных Западной Украины (Закарпатья), Словакии, Польши, епархия сегодня состоит из представителей различных этнических групп, а не только карпатских русинов.

## История
В конце XIX — начале XX века многие русины уезжали в Новый Свет, и уже в Америке значительная их часть после многих веков пребывания в унии возвращалась в православие (этот процесс начался ещё с 1890 года), к чему их подталкивали в том числе попытки католической иерархии «латинизировать» русинов. Так, в 1929 году папский декрет запрещал женатым мужчинам становиться клириками в католических Церквах восточного обряда на территории США.
В июле 1937 года 37 греко-католических приходов решили созвать Церковный Собор, для противодействия латинизации, которую осуществляла Римско-Католическая церковь. Церковный Собор должен был решить судьбу карпато-русинских церквей в США. 23 ноября 1937 Церковный Собор в Питсбурге принял решение об образовании Карпато-Русской Православной Епархии, руководителем которой назначил отца Ореста Чорнока. Он и должен начать формирование епархии. В 1938 году по ходатайству I Церковного Собора епархия перешла под юрисдикцию Константинопольского патриарха Вениамина I.
С 1946 года издаётся «Вестник церкви» — официальный печатный орган епархии.
В 1950 был заложен новый собор церкви Христа Спасителя, который сделал Джонстаун в Пенсильвании центром епархии.
В 1978 году был основан мужской монастырь Благовещения в Такседо, штат Нью-Йорк.
С 1985 по 2011 годы её возглавлял митрополит Амисский Николай (Смишко), изначально рукоположённый для УПЦ.
В 1990-е годы епархия потеряла оба своих монастыря: в начале 1990-х был закрыт Благовещенский монастырь в Такседо-Парк, штат Нью-Йорк, а конце 1990-х был потерян монастырь Святого Креста в Биллсвилле, штат Мэриленд, настоятель которого перешёл в униатство.
В 2005 году в состав Американской Карпаторусской Православной Епархии вошли 5 приходов расформированного «Белорусского совета православных церквей в Северной Америке».

## Епископы
Предстоятели
- митрополит Агафоникейский Орест (Чорнок) (18 сентября 1938 — 17 февраля 1977), с 23 ноября 1937 — наречённый
- епископ Нисский Иоанн (Мартин) (17 февраля 1977 — 30 сентября 1984)
- митрополит Амисский Николай (Смишко) (20 марта 1985 — 13 марта 2011)
- архиепископ Американский Димитрий (Тракателлис) (13 марта 2011 — 27 ноября 2012) в/у
- епископ Нисский Григорий (Тацис) (с 27 ноября 2012)

Викарии
- епископ Сиракузский Петр (Шиманский) (21 ноября 1963 — 17 мая 1964)
- епископ бывший Требишовский Мефодий (Канчуга) (4 апреля — октябрь 1965) (не утверждён синодом)
- епископ Нисский Иоанн (Мартин) (6 октября 1966 — 17 февраля 1977)
- епископ Амисский Николай (Смишко) (13 марта 1983 — 20 марта 1985)

## Структура
Американская Карпато-Русская православная епархия в США состоит из четырнадцати региональных благочиний (округов): Канада, Чикаго, штат Флорида, Джонстауна, Срединно-Атлантический, Новой Англии, Нью-Джерси, Нью-Йорк, Питтсбург, Поконе, Южных границ, Три-Стейт, Вашингтон, округ Колумбия и Янгстаун.
Американская Карпаторосская епархия располагает собственной семинарией, располагающаяся в Джонстауне, штат Пенсильвания.
Управляется епископом (митрополитом) при содействии епархиального консистории (старший священник, специально отобранный по наличию значительного пастырского опыта), региональных благочинных (деканов) и епархиального совета попечителей.
Насчитывает 78 приход и 5 миссий в США и Канаде, 91 священника и около 14 000 верующих, основу которых составляют потомки русинов, эмигрировавших в Америку в XIX веке.